# 菖蒲湯祭り
菖蒲湯祭り（しょうぶゆまつり、菖蒲湯まつり）は、石川県の加賀温泉郷（加賀市の山代温泉・片山津温泉・山中温泉、小松市の粟津温泉）で、毎年6月上旬に行われる祭。

## 内容

### 山代温泉

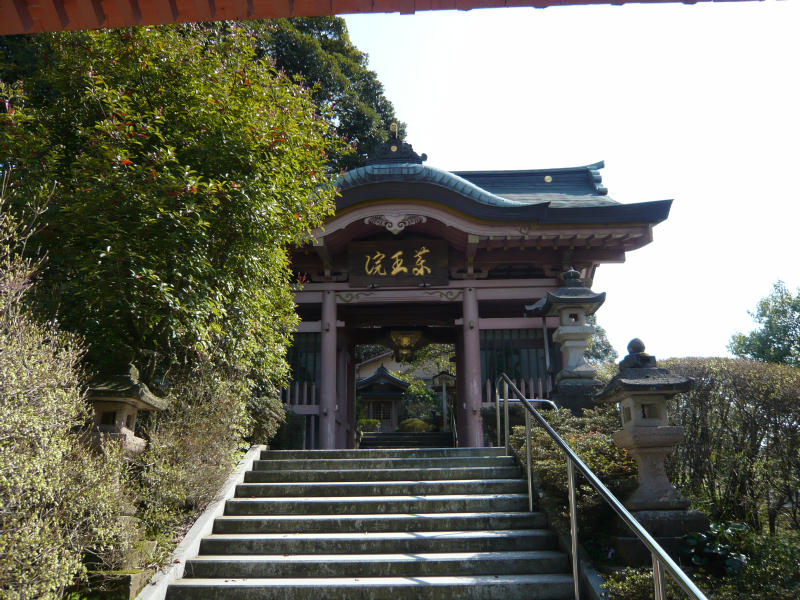
薬王院温泉寺

薬王院温泉寺に集まった修験者らによる厄祓いの行事が発端とされる。菖蒲の葉が詰まった俵を神輿に担いで温泉街を練り歩いたのち、俵ごと古総湯の湯船へと投げ込み、一同菖蒲湯に飛び込んで邪気を払う。祭の規模は加賀温泉郷最大である。

### 片山津温泉
愛染寺祈祷の菖蒲の葉で肩を叩く「菖蒲たたき」が伝わる。各温泉施設では菖蒲湯が用意される。

### 山中温泉
長谷部神社で祈願祭を行う。各温泉施設では菖蒲湯が用意される。

### 粟津温泉
大王寺を中心にお祓い、餅つきといった行事が行われる。各温泉施設では菖蒲湯が用意される。